# Juan García Oliver

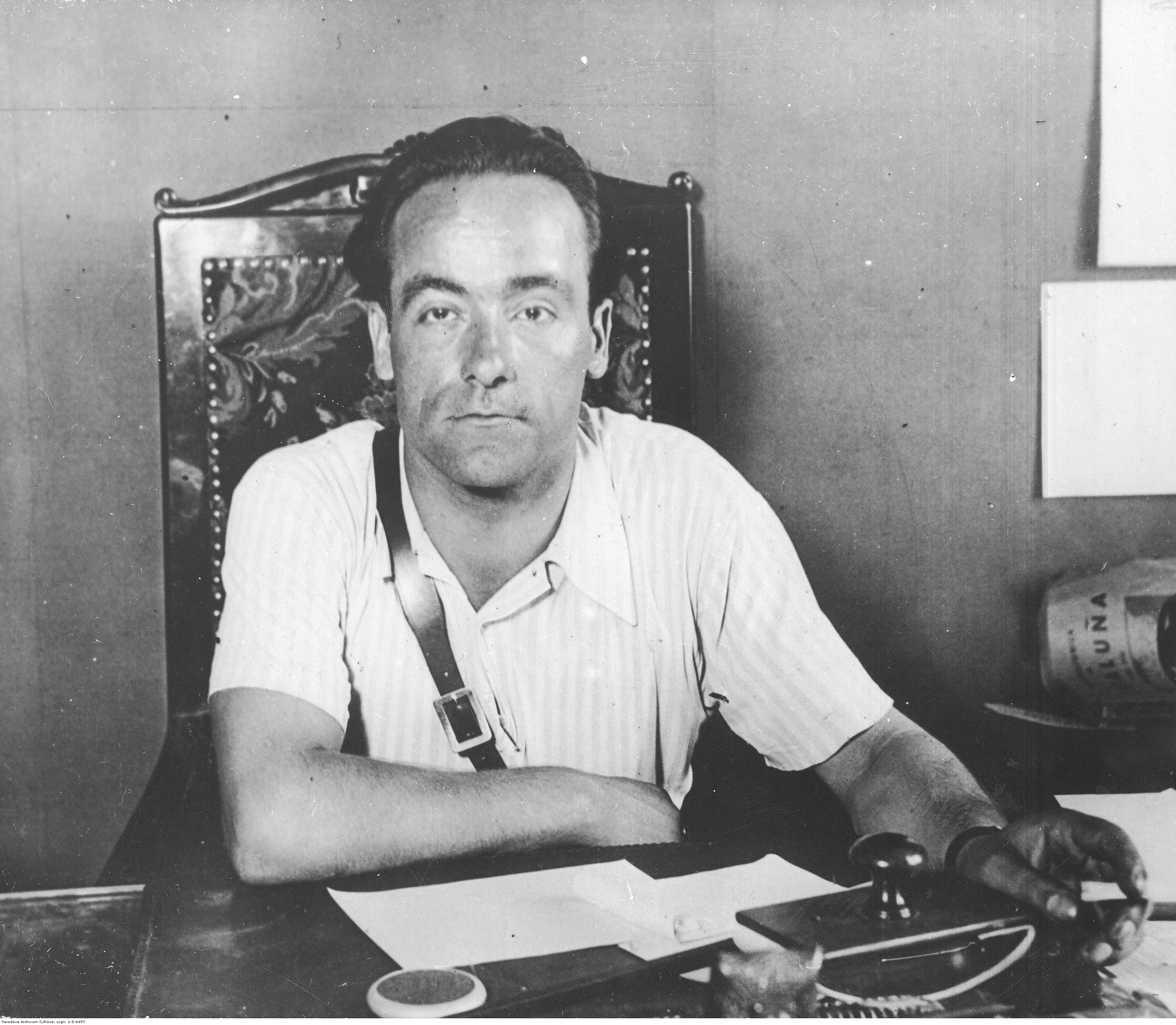
Juan García Oliver, spanischer Justizminister (1936–1937)

Juan García Oliver (* 20. Januar 1901 in Reus; † 13. Juli 1980 in Guadalajara, Mexiko) war ein spanischer Anarchist und Syndikalist. Während des Spanischen Bürgerkrieges war er Justizminister der Zweiten Republik.

## Leben
García Oliver García Oliver wurde 1901 in Reus geboren, als Sohn einer proletarischen Familie. Mit 11 Jahren begann er im Weinhandel zu arbeiten. Später war er als Koch und vor allem als Kellner tätig. 1919 schloss er sich einer Kellnergewerkschaft an, in der er sich für den Anschluss an die Confederación Nacional del Trabajo (CNT) einsetzte. 1920 schickte ihn die CNT nach Reus, um dort die Arbeiter zu organisieren. 1921 war er Mitglied des CNT-Komitees der Provinz Tarragona. In diesem Zeitraum war er mehrmals aufgrund seiner gewerkschaftlichen Aktivitäten inhaftiert.
Juan García Oliver war ein enger Weggefährte von Buenaventura Durruti, mit dem er die anarchistische Aktionsgruppe Los Solidarios gründete (1922). In den 1920er Jahren befand er sich einige Jahre auf der Flucht durch verschiedene Länder Lateinamerikas und Europas. 1928 wurde er in Spanien zu einer zehnjährigen Haftstrafe verurteilt. Nach der Ausrufung der Zweiten Republik 1931 erlangte García Oliver die Freiheit. Gemeinsam mit Durruti, Francisco Ascaso und Gregorio Jover gründete er nun die anarchistische Gruppe Nosotros, welche sich der Federación Anarquista Ibérica (FAI) anschloss.
García Oliver brachte sich Anfang der 1930er Jahre federführend in die Auseinandersetzungen um die strategische Ausrichtung der CNT ein. Auf dem CNT-Kongress 1931 in Madrid, an dem er als Delegierter für die Syndikate aus Reus und Umgebung teilnahm, sprach er sich gegen die u. a. von Juan Peiró verteidigte Einführung von Industrieföderationen und für die Beibehaltung der Berufsgewerkschaften aus. Der Kongress beschloss die Einführung der Industrieföderationen. Im gleichen Jahr wurde García Oliver Generalsekretär der FAI. In dieser Rolle formulierte er maßgeblich die Position der FAI nahen Strömung innerhalb der CNT, der gemäß auf die Spontanität der Massen zu setzen und die soziale Revolution möglichst unmittelbar durchzuführen sei. Damit positionierte er sich gegen die Trentistas, für die eine ausreichende Vorbereitung und Schulung der Arbeiterbewegung eine unbedingte Gelingensbedingung für die soziale Revolution war. Nachdem sich die FAI-Fraktion in diesem internen Machtkampf durchsetzen konnten, wurde García Oliver 1933 Redakteur der Zeitung CNT.

### Spanischer Bürgerkrieg
Juan García Oliver beteiligte sich am 19. Juli 1936 in Barcelona an dem bewaffneten Widerstand gegen den Militärputsch und der sozialen Revolution, die nun Teile Spaniens (v. a. Katalonien) erfasste. Im Anschluss setzte er sich dafür ein, unmittelbar den libertären Kommunismus auszurufen, im Zweifelsfall auch gegen den Widerstand der anderen antifaschistischen Fraktionen. Mit dieser Position konnte er sich allerdings innerhalb der CNT und der FAI nicht durchsetzen. Die libertäre Bewegung setzte stattdessen auf die antifaschistische Einheitsfront. Sie beteiligte sich an dem durch den katalanischen Präsidenten Lluís Companys initiierten Zentralkomitees der Antifaschistischen Milizen, in dem Vertreter aller antifaschistischen Gewerkschaften und Parteien saßen. In den ersten Monaten nach dem Militärputsch übernahm das Komitee die Funktion der katalanischen Regierung. Dort war García Oliver für das Ressort Verteidigung, d. h. die Kriegsführung, verantwortlich. Nachdem das Komitee im September 1936 auf Druck der Zentralregierung aufgelöst worden war, war er als Mitglied des neu gegründeten Landesrates von Katalonien für dasselbe Ressort zuständig.
Als die CNT am 5. November 1936 in die Zentralregierung unter Largo Caballero eintrat, übernahm García Oliver das Amt des Justizministers. Weitere Minister der CNT waren Juan Peiró (Industrie), Federica Montseny (Gesundheit) und Juan López Sánchez (Handel). García Oliver blieb bis zum 18. Mai 1937 im Amt, als die Maiereignisse das Ende der Regierung Caballero eingeläutet hatten. Während dieses Bürgerkrieges im Bürgerkrieg forderte er in Barcelona gemeinsam mit Montseny die libertären Arbeiter dazu auf die Waffen niederzulegen, da die antifaschistische Einheit eine Voraussetzung dafür sei, um den Krieg gewinnen und die Revolution retten zu können. Viele Mitglieder der libertären Bewegung interpretierten dies als einen Verrat der beiden anarchistischen Minister an der Revolution.

### Exil
Nach der Niederlage im Bürgerkrieg 1939 ging er zunächst mit Unterstützung von Helmut Rüdiger und der Sveriges Arbetares Centralorganisation (SAC) ins Exil nach Schweden, bevor er sich 1941 in Guadalajara (Mexiko) niederließ. 1978 veröffentlichte er seine Autobiographie El eco de los pasos (Das Echo der Schritte). Juan García Oliver starb 1980 im Alter von 79 Jahren.

## Schriften
- El facismo internacional y la guerra antifascista española. 1937.
- Mi gestión  al frente del Ministerio de Justicia. 1937.
- El eco de los pasos. 1978.